# Ornithogalum hajastanum
Ornithogalum hajastanum är en sparrisväxtart som beskrevs av Agapova. Ornithogalum hajastanum ingår i släktet stjärnlökar, och familjen sparrisväxter. Inga underarter finns listade i Catalogue of Life.